# Азиатский союз дзюдо
Азиатский союз дзюдо (англ. Judo Union of Asia, JUA) — руководящий орган дзюдо в Азии. Это одна из пяти континентальных конфедераций, входящих в Международную федерацию дзюдо (IJF). JUA была основана в 1956 году в Токио (Япония), с китайским Тайбэем, Камбоджей, Индонезией, Японией, Южной Кореей, Филиппинами и Таиландом, являющимися членами-основателями. JUA имеет штаб-квартиру в Кувейте и состоит из 39 федераций-членов.

## История
Азиатский союз дзюдо (JUA) был основан в 1956 году в Токио, Япония, членами-основателями которого являются 7 национальных федераций; Китайский Тайбэй, Камбоджа, Индонезия, Япония, Южная Корея, Филиппины и Таиланд. Первым президентом JUA был Рисей Кано, сын Кано Дзигоро . Рисей Кано был президентом JUA с 1956 по 1980 год. Организация провела первый чемпионат Азии по дзюдо в 1966 году в Маниле, Филиппины, с участием команд из 8 федераций-членов.

## Исполнительный комитет
Ниже приводится Исполнительный комитет JUA на период 2019—2023 гг.
| Обозначение                                   | Имя                    | Страна           |
| --------------------------------------------- | ---------------------- | ---------------- |
| Президент                                     | Обейд Аль-Анзи         | Кувейт           |
| Генеральный секретарь                         | Мукеш Кумар            | Индия            |
| Генеральный казначей                          | Амаль Абу Шаллак       | ОАЭ              |
| Вице-президент (Юго-Восточная зона)           | Хассабодин Рожаначива  | Таиланд          |
| Вице-президент (Западная зона)                | Самир Садек Аль-Мусави | Ирак             |
| Вице-президент (Центральная зона)             | Жолдошбек Кольбаев     | Кыргызстан       |
| Вице-президент (Южная зона)                   | Пратап Сингх Баджва    | Индия            |
| Вице-президент (Западная зона)                | Лу Вэй-Чен             | Китайский Тайбэй |
| Вице-президент Летних Олимпийских игр 2020 г. | Синдзи Хосокава        | Япония           |
| Вице-президент Азиатских игр 2022 г.          | Сянь Дунмэй            | Китай            |
| Исполнительный член                           | Курбан-байрам          | Катар            |
| Исполнительный член                           | Зандаахуугийн Энхболд  | Монголия         |
| Советник президента                           | Насер Аль-Шеммири      | Кувейт           |

## Турниры
- Чемпионат Азии по дзюдо
- Азиатские игры
- Чемпионат Восточной Азии по дзюдо
- Азиатские игры по боевым искусствам (Merged to form Asian Indoor and Martial Arts Games)

## Члены
Центральная зона 
- Казахстан
- Киргизия
- Таджикистан
- Туркменистан
- Узбекистан

Юго-восточная зона 
- Камбоджа
- Индонезия
- Лаос
- Малайзия
- Мьянма
- Филиппины
- Сингапур
- Таиланд
- Вьетнам

Восточная зона
- Китай
- Китайская Республика
- КНДР
- Гонконг
- Япония
- Республика Корея
- Макао
- Монголия

Западная зона
- Иран
- Ирак
- Иордания
- Кувейт
- Ливан
- ПНА
- Катар
- Саудовская Аравия
- Сирия
- ОАЭ

Центральная зона 
- Бангладеш
- Индия
- Непал
- Шри-Ланка
- Афганистан
- Пакистан
- Бутан

Не члены
- Бахрейн
- Восточный Тимор
- Йемен